# Il pirata (film)
Il pirata (The Pirate) è un film del 1948 diretto da Vincente Minnelli e interpretato da Judy Garland e Gene Kelly.
La pellicola uscì per la prima volta in Italia solo nel 1980.

## Trama

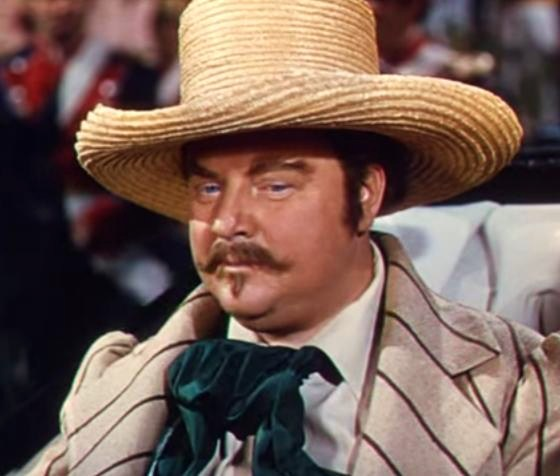
Walter Slezak (Mococo)

In un'isola dei Caraibi, la giovane Manuela Alva sogna le avventure e l'amore del pirata Mococo, detto "Mack the Black", un misterioso predone dei mari che da anni ha fatto perdere le proprie tracce. Durante una fiera, Manuela incontra casualmente Serafin, un artista girovago che, dopo averla ipnotizzata durante un numero di magia, scopre il desiderio inconfessato della ragazza, la sua infatuazione per Mococo e il desiderio di essere rapita da lui. Per conquistare Manuela, Serafin decide di fingere di essere il pirata.
Ma Manuela è promessa al governatore don Pedro, un uomo più anziano di lei, brutto e grassoccio. Geloso del bello e atletico Serafin, Don Pedro non intende farsi soffiare la fidanzata e, alla fine, confessa la sua vera identità: è lui il vero Mococo, da tempo ritiratosi a vita privata e diventato governatore dell'isola sotto mentite spoglie. È lui l'eroe di tante avventure, il predone feroce e avvolto dal mistero, che tanto ha ammaliato la romantica Manuela... Ma la ragazza, ormai innamorata di Serafin, è definitivamente guarita dai sogni....

## Produzione

### Canzoni
- Mack the Black
- Niña cantata da Gene Kelly
- Love of My Life
- You Can Do no Wrong
- Be a Clown cantata da Judy Garland e Gene Kelly
- Voodoo